# Хијероним Стебницки
Хијероним Иванович Стебницки (рус. Иерони́м Ива́нович Стебницкий) (Волињска губернија, 12. октобар 1832 − Санкт Петербург, 10. фебруар 1897) је био пољско-руски географ, геодет, картограф, геофизичар и генерал пешадије у служби Руске Империје.

## Биографија
Рођен је у волињијској племићкој породици, а похађао је Универзитет наука у Санкт Петербургу где је 1852. године стекао звање је железничког инжењера. Године 1855. прикључује се геодетском друштву чијим је председником именован три године касније. Опсежна и плодна научна делатност Стебницког почиње 1860. године када је именован помоћником начелника за триангулацију на Кавказу и широј регији где је прецизно картирао планине Елбрус и Казбек. Године 1867. унапређен је у директора војног топографског одсека. Између 1886. и 1889. године добио је задатак картирања југозападне Азије до Аму-Дарје и под његовим надзором у Тбилисију су израђене велике карте Мале Азије и Ирана у мерилу 1:840.000. Обухватали су сву познату грађу тог времена и били су далеко напреднији од свих других карата. Због великих заслуга Стебницки је награђен Орденом Светог Станислава, орденом Свете Ане, орденом Светог Владимира и Константиновом медаљом.